# Aconophora cultellata
Aconophora cultellata är en insektsart som beskrevs av Walker. Aconophora cultellata ingår i släktet Aconophora och familjen hornstritar. Inga underarter finns listade i Catalogue of Life.